# Peter Auty
Peter Auty é um tenor britânico.